# Martín Almagro Basch
Martín Almagro Basch (Tramacastilla, 17 de abril de 1911-Madrid, 28 de agosto de 1984) fue un arqueólogo y prehistoriador español. Miembro de Falange Española, participó en la Guerra Civil apoyando al bando sublevado. Almagro, que llegó a dirigir el Museo de Arqueología de Cataluña y el Museo Arqueológico Nacional, ejerció como catedrático en las universidades de Santiago de Compostela, Barcelona y Madrid y fue padre del también arqueólogo Martín Almagro Gorbea y del arquitecto Antonio Almagro Gorbea.

## Biografía
Nacido en la localidad turolense de Tramacastilla el 17 de abril de 1911, en su niñez estudió en el colegio de los Escolapios de Albarracín, luego, gracias a una beca, en la Universidad de Valencia (1928-1930) y finalmente en la Universidad Central de Madrid. Allí se doctoró, ampliando sus estudios como pupilo de Hugo Obermaier, y viajó a Alemania para completar su formación en la década de 1930.

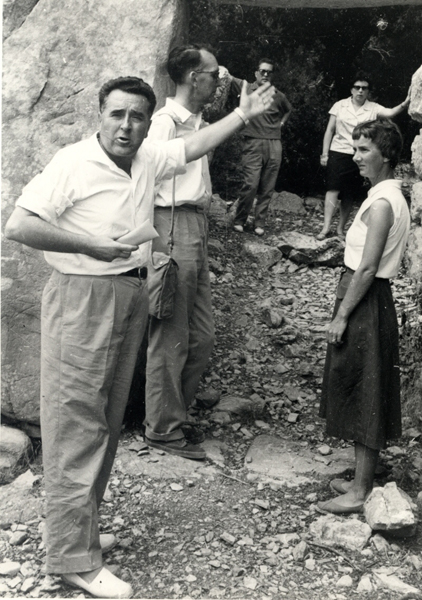
Fotografiado en la década de 1950.

El 31 de julio de 1936, con la guerra civil española recién comenzada, se alistó como soldado en Falange Española, tomando parte en el Frente de Aragón y la Toma de San Sebastián. Según señaló Ernesto Giménez Caballero, Martín Almagro pertenecía al grupo de falangistas que se habían «nazificado».
Tras haber conseguido importantes ascensos en el partido, participó activamente en la conspiración orquestada por Manuel Hedilla en abril de 1937 contra el Decreto de Unificación que significaba la sumisión de Falange a la disciplina franquista. Por estos hechos fue juzgado junto a destacados falangistas como el propio Hedilla, Daniel López Puertas y Fernando Ruiz de la Prada, siendo el único absuelto del proceso gracias a la mediación de Eugenio Vegas Latapie y Juan José López Ibor. Durante la contienda colaboró con los diarios Arriba España de Pamplona, y F.E. de Sevilla.

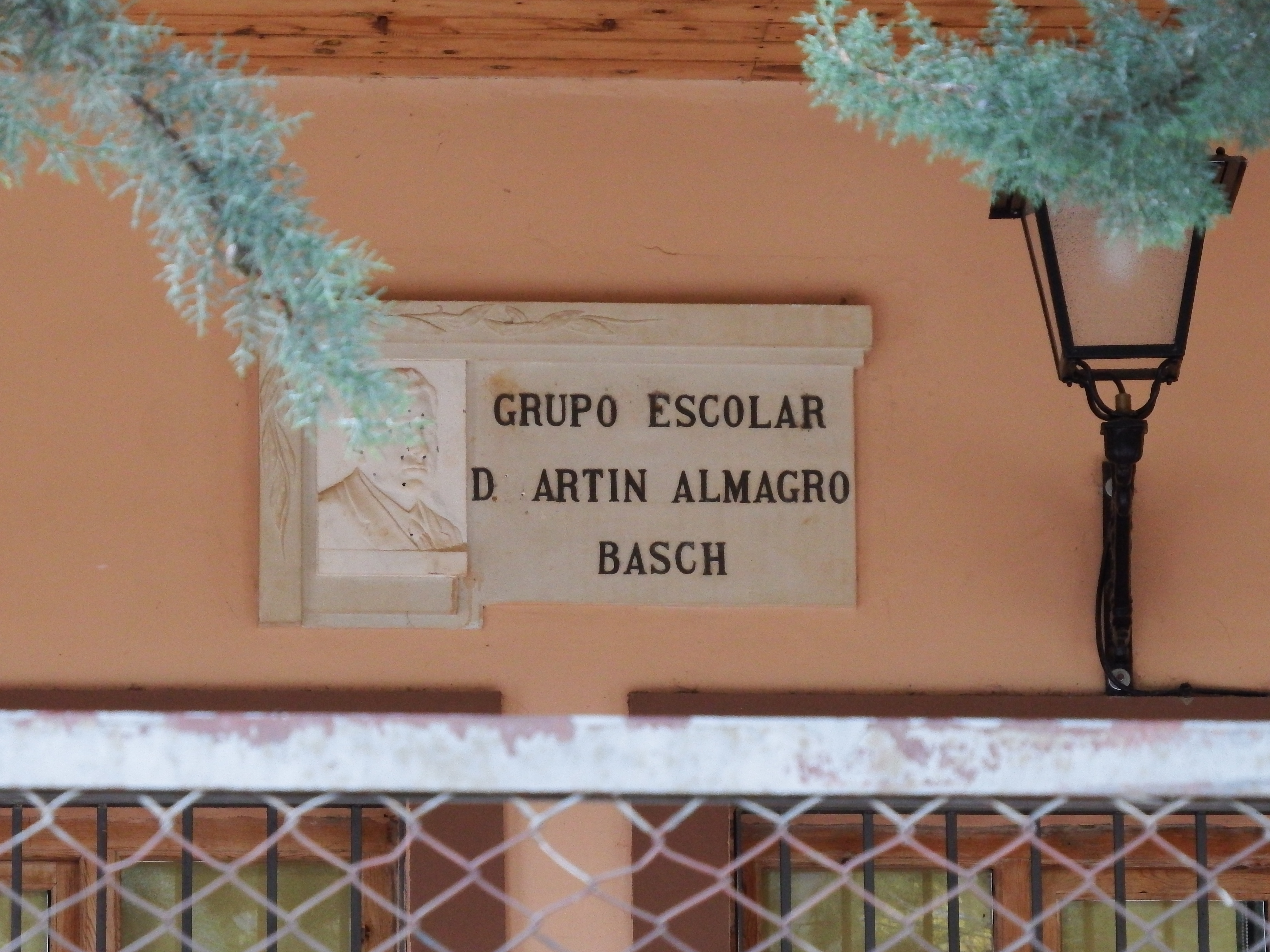
Sede del CRA Sierra de Albarracín, Grupo escolar Martín Almagro Basch en Tramacastilla.

Después de formar parte de diversas guarniciones en Extremadura y Asturias, en marzo de 1939 fue nombrado director del Museo de Arqueología de Cataluña (Barcelona). En 1940 obtuvo la cátedra de Historia Antigua de España en la Universidad de Santiago de Compostela, y en 1943 la de Prehistoria de la Universidad de Barcelona.
Fue especialista en Prehistoria aunque sus temas de investigación abarcaban temas tan diversos como el arte rupestre o la arqueología clásica. Ejerció como catedrático de historia primitiva del hombre en las universidades de Barcelona y Madrid, siendo nombrado director del Museo Arqueológico Nacional entre 1968 y 1981, al mismo tiempo que colaboraba con el CSIC.
Sus trabajos más representativos se mueven en torno al ámbito mediterráneo, sobre todo, dedicándose al arte levantino (pinturas rupestres), a las excavaciones de Ampurias y excavaciones en sepulcros megalíticos; también fue director de la misión arqueológica española en Nubia, enviada por la Unesco.

## Familia
Fue padre del también arqueólogo e historiador Martín Almagro Gorbea y del arquitecto Antonio Almagro Gorbea, Premio Nacional de Restauración y Conservación de Bienes Culturales 2016.

## Reconocimientos
- Medalla de Oro al Mérito en las Bellas Artes
- Encomienda de la Orden de Alfonso X el Sabio
- Gran Cruz del Mérito Civil
- Medalla Cultural de Oro de la República de Italia
- Palma de la Academia francesa

## Obras
- Introducción a la arqueología (1941)
- Ampurias: Historia de la ciudad y guía de sus excavaciones (1951)
- La necrópolis de Ampurias (1955)
- El Señorío Soberano de Albarracín bajo los Azagra (1959)
- Introducción al estudio de la prehistoria y de la arqueología de campo (1960)
- Manual de Historia Universal. Prehistoria (1960)
- Historia de Albarracín y su sierra (1959-1964)
- Las estelas decoradas del sureste peninsular (1966)
- El arte prehistórico en el Sáhara español (1968)